# Chlumetia duplicilinea
Chlumetia duplicilinea là một loài bướm đêm trong họ Noctuidae.